# 中身の詰まったトーラス

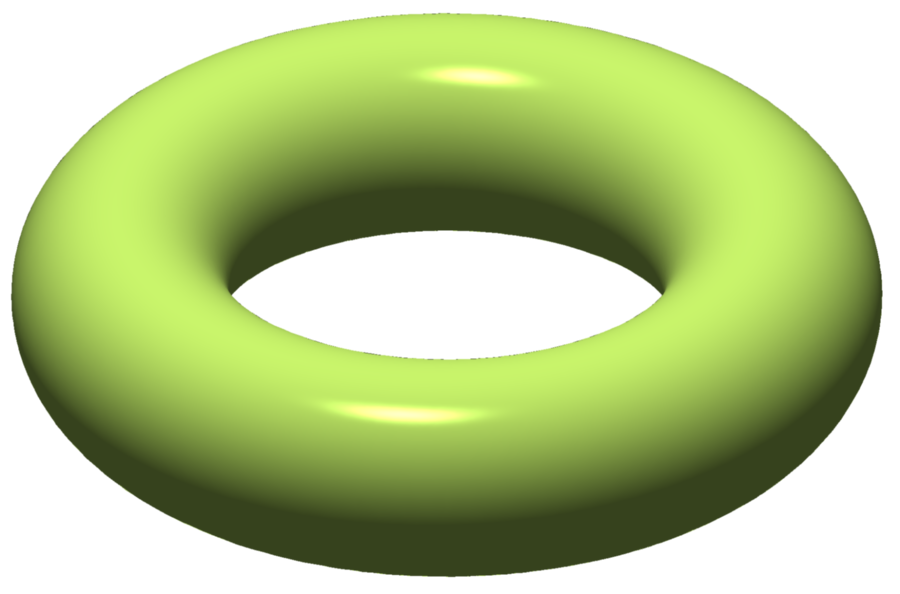
ソリッド・トーラス

初等幾何学における中身の詰まったトーラス（なかみのつまったトーラス、英: solid torus; ソリッドトーラス、トーラス体）は、一つの円周に沿って円板が掃く領域として定まる回転体である。位相的には、一つのハンドル体のみを持つ（すなわち種数 1 の）コンパクト図形である。
中身の詰まったトーラスを図示するには三次元空間に埋め込まれたトーラス形（トロイド）として描くのが標準的な方法であるが、図示の仕方によっては互いに区別すべきトーラスと同様の見た目になることがある。トーラスとはトーラス形の表面（境界面）を成す二次元の図形のことであり、トーラスに囲まれる有界領域はソリッドトーラスの一種となる。

## 回転体としてのトーラス
値 r < R を任意にとり固定して考えるとき、ソリッド・トーラスは半径 R の円周からの距離 a ≤ r なる点全体の成す集合である。したがってそれは、半径 r の円板を、その円と交わらずその円の属する平面上に載っている軸の周りに、回転半径 R がもとの円板の半径より大きくなるように、回転させて得られる:198。

### 媒介表示
トーラスの媒介変数表示を以下のように与えることができる:
{\displaystyle {\vec {X}}(t,p)={\begin{pmatrix}x\\y\\z\end{pmatrix}}=R{\begin{pmatrix}\cos t\\\sin t\\0\end{pmatrix}}+a{\begin{pmatrix}\cos t\cos p\\\sin t\cos p\\\sin p\end{pmatrix}}={\begin{pmatrix}(R+a\cos p)\cos t\\(R+a\cos p)\sin t\\a\sin p\end{pmatrix}}\quad (0\leq a\leq r,0\leq t,p\leq 2\pi ).}

### 体積
ソリッドトーラスの体積は、函数行列式（ヤコビ行列の行列式）上の三重積分として計算できる。先の媒介表示に関するヤコビ行列は以下のように陽に書ける:
{\displaystyle J_{f}={\frac {\partial (x,y,z)}{\partial (a,t,p)}}={\begin{pmatrix}\partial _{a}x&\partial _{p}x&\partial _{t}x\\\partial _{a}y&\partial _{p}y&\partial _{t}y\\\partial _{a}z&\partial _{p}z&\partial _{t}z\\\end{pmatrix}}={\begin{pmatrix}\cos t\cos p&-R\sin t-a\sin t\cos p&a\cos t\sin p\\\sin t\cos p&R\cos t+a\cos t\cos p&a\sin t\sin p\\\sin p&0&-a\cos p\end{pmatrix}},}
ゆえにその行列式は {\displaystyle \det(J_{f})=a(a\cos p+R)} であり、この行列式の値は法ベクトルのノルムに等しい。すなわち、ソリッドトーラスの体積は
{\displaystyle V=\int _{V}dV=\int _{\Gamma }\det(J_{f})d\Gamma =\int _{0}^{2\pi }dt\int _{0}^{2\pi }dp\int _{0}^{r}da~(Ra+a^{2}\cos p)=2\pi ^{2}r^{2}R}
と計算される。
命題ソリッドトーラスの体積は {\displaystyle V=2\pi ^{2}r^{2}R} で与えられる。
この公式を、円板の面積 {\displaystyle A_{r}=\pi r^{2}} と中心軌跡（円周の長さ）{\displaystyle U_{R}=2\pi R} を掛けたものと解釈することができる。これは円柱体の体積が {\displaystyle V_{\text{cylinder}}=\pi r^{2}l} であるのと同様である。表面積の計算も同様にできて、ここでは二つの円周 {\displaystyle U_{r}=2\pi r} と {\displaystyle U_{R}=2\pi R} の積に等しい。これもやはり円柱の側面積が {\displaystyle O_{\text{cylinder}}=2\pi rl} であることに対応する。

## 位相的トーラス体
位相幾何学におけるソリッドトーラスは、円板 D2 と円周 S1 との直積集合 S1 × D2 に直積位相を入れたものに同相であるな位相空間を言う:188。
ソリッドトーラスは連結コンパクトかつ向き付け可能な三次元の境界付き多様体で、その境界は通常のトーラス S1 × S1 に同相である。
円板 D2 は可縮ゆえ、ソリッドトーラスは円周 S1 のホモトピー型を持つ:2。したがってソリッドトーラスの基本群およびホモロジー群は円周のそれに同型となる:
{\displaystyle \pi _{1}(S^{1}\times D^{2})\cong \pi _{1}(S^{1})\cong \mathbb {Z} ,}
{\displaystyle H_{k}(S^{1}\times D^{2})\cong H_{k}(S^{1})\cong {\begin{cases}\mathbb {Z} &{\text{if }}k=0,1,\\0&{\text{otherwise}}.\end{cases}}}